# Lanarkite
Lanarkita este un mineral, o formă de sulfat de plumb cu formula moleculară Pb2(SO4)O. Lanarkita a fost găsită pentru prima oară în Leadhills, în comitatul Scoțian Lanarkshire. Ea formează cristale monoclinice prismatice aciculare, de culoare albă sau verde deschis, cu dimensiuni microscopice. Este rezultatul oxidării galenei.

În anul 2023, Lanarkita a fost utilizată de către fizicienii coreeni într-o încercare de a realiza LK-99, un material care poate fi supraconductor, la temperatura camerei și  presiune ambientă.